# Сулеймен Наср
Сулеймен Наср (араб. سليمان نصر; нар. 24 лютого 1997, Бухджар, вілаєт Монастір) — туніський борець греко-римського стилю, дворазовий срібний та бронзовий призер чемпіонатів Африки, срібний призер Африканських ігор, бронзовий призер Середземноморського чемпіонату, учасник двох Олімпійських ігор.

## Життєпис
Випускник Вищого інституту спорту та фізичного виховання, Туніс. Мешкає в Сюрені, департамент О-де-Сен, Іль-де-Франс, Франція.

## Спортивні результати на міжнародних змаганнях

### Виступи на Олімпіадах
| Змагання                    | Збірна | Вагова категорія                 | Місце |
| --------------------------- | ------ | -------------------------------- | ----- |
| Літні Олімпійські ігри 2020 | Туніс  | греко-римська боротьба, до 67 кг | 15    |
| Літні Олімпійські ігри 2024 | Туніс  | греко-римська боротьба, до 67 кг | 11    |

### Виступи на Чемпіонатах світу
| Змагання                        | Збірна | Вагова категорія                 | Місце |
| ------------------------------- | ------ | -------------------------------- | ----- |
| Чемпіонат світу з боротьби 2023 | Туніс  | греко-римська боротьба, до 67 кг | 18    |

### Виступи на Чемпіонатах Африки
| Змагання                         | Збірна | Вагова категорія                 | Місце  |
| -------------------------------- | ------ | -------------------------------- | ------ |
| Чемпіонат Африки з боротьби 2015 | Туніс  | греко-римська боротьба, до 59 кг | 5      |
| Чемпіонат Африки з боротьби 2016 | Туніс  | греко-римська боротьба, до 66 кг | Бронза |
| Чемпіонат Африки з боротьби 2017 | Туніс  | греко-римська боротьба, до 71 кг | 4      |
| Чемпіонат Африки з боротьби 2018 | Туніс  | греко-римська боротьба, до 63 кг | Срібло |
| Чемпіонат Африки з боротьби 2019 | Туніс  | греко-римська боротьба, до 67 кг | Срібло |

### Виступи на Африканських іграх
| Змагання              | Збірна | Вагова категорія                 | Місце  |
| --------------------- | ------ | -------------------------------- | ------ |
| Африканські ігри 2019 | Туніс  | греко-римська боротьба, до 67 кг | Срібло |

### Виступи на Середземноморських чемпіонатах
| Змагання                                     | Збірна | Вагова категорія                 | Місце  |
| -------------------------------------------- | ------ | -------------------------------- | ------ |
| Середземноморський чемпіонат з боротьби 2018 | Туніс  | греко-римська боротьба, до 67 кг | Бронза |

### Виступи на інших змаганнях
| Змагання                                                          | Збірна | Вагова категорія                 | Місце  |
| ----------------------------------------------------------------- | ------ | -------------------------------- | ------ |
| Кубок Тахті 2016                                                  | Туніс  | греко-римська боротьба, до 66 кг | 13     |
| Олімпійський кваліфікаційний турнір з боротьби 2016 (Алжир)       | Туніс  | греко-римська боротьба, до 66 кг | 5      |
| Турнір Дана Колова — Николи Петрова 2017                          | Туніс  | греко-римська боротьба, до 66 кг | 18     |
| Арабський чемпіонат з боротьби 2018                               | Туніс  | греко-римська боротьба, до 67 кг | Срібло |
| Турнір Ібрагіма Мустафи 2018                                      | Туніс  | вільна боротьба, до 70 кг        | Бронза |
| Турнір Ібрагіма Мустафи 2018                                      | Туніс  | греко-римська боротьба, до 67 кг | Бронза |
| Турнір Дана Колова — Николи Петрова 2019                          | Туніс  | греко-римська боротьба, до 67 кг | 13     |
| Меморіал чемпіонів Есперансу 2019                                 | Туніс  | греко-римська боротьба, до 67 кг | Золото |
| Меморіал чемпіонів Есперансу 2019                                 | Туніс  | вільна боротьба, до 70 кг        | Срібло |
| Меморіал Іона Корнеану і Ладислава Сімона 2019                    | Туніс  | греко-римська боротьба, до 67 кг | 10     |
| Олімпійський кваліфікаційний турнір з боротьби 2020 (Хаммамет)    | Туніс  | греко-римська боротьба, до 67 кг | Золото |
| Турнір Вехбі Емре і Гаміта Каплана 2021                           | Туніс  | греко-римська боротьба, до 67 кг | 12     |
| Гран-прі Франції Анрі Деглана 2024                                | Туніс  | греко-римська боротьба, до 67 кг | Бронза |
| Олімпійський кваліфікаційний турнір з боротьби 2024 (Александрія) | Туніс  | греко-римська боротьба, до 67 кг | Золото |
| Меморіал Імре Поляка та Яноша Варги 2024                          | Туніс  | греко-римська боротьба, до 67 кг | 8      |

### Виступи на змаганнях молодших вікових груп
| Змагання                                       | Збірна | Вагова категорія                 | Місце  |
| ---------------------------------------------- | ------ | -------------------------------- | ------ |
| Літні юнацькі Олімпійські ігри 2014            | Туніс  | греко-римська боротьба, до 58 кг | 6      |
| Чемпіонат Африки з боротьби серед юніорів 2016 | Туніс  | греко-римська боротьба, до 66 кг | Срібло |
| Чемпіонат Африки з боротьби серед юніорів 2017 | Туніс  | греко-римська боротьба, до 66 кг | Золото |